# Арес I
Вижте пояснителната страница за други значения на Арес.
Арес I е пилотираната ракета на НАСА от програмата Констилейшън. НАСА разработва Арес I, за да изстрелва космическия кораб Орион, след като совалката бъде извадена от употреба след 2010 година.
Арес I и Арес V са в основата на бъдещите пилотирани мисии на НАСА до Луната, Марс, астероиди и други екзотични места в Слънчевата система. Името на ракетата произлиза от древногръцкия култ към Арес, който римляните наричали Марс.

## Ролята на Арес I в Проект Констилейшън
Арес I ще бъде използван за изстрелване на космическия кораб Орион в ниска околоземна орбита. От там Орион ще продължава до Международната космическа станция или ще се скачва с Алтаир, за да продължи към Луната. В бъдеще ще бъдат разработвани и космически кораби за пилотирани полети до Марс и други обекти от Слънчевата система. Те отново ще бъдат изстрелвани в ниска околоземна орбита, където ще се скачват с изстреляния от Арес I Орион и ще продължават към целите си.

## Дизайн

### Първа степен
Първата степен на Арес I е по-голяма и по-мощна версия на твърдогоривните ракетни ускорители (ТРУ) на космическата совалка. Подобно на предшествениците си, те ще могат да бъдат използвани неколкократно, тъй като ще се спускат с парашути в океана. ТРУ на совалката разполага с 4 сегмента, докато ТРУ на Арес I и Арес V ще имат по 5 сегмента. Това ще увеличи тягата и съответно полезния товар на ракетата. Вместо конуси, новите 5-сегментни ускорители ще бъдат оборудвани с междустепенен адаптер и малки ракетни двигатели, които ще отделят първата степен от втората степен.

### Втора степен
Втората степен ще разполага с един двигател J-2X – подобрена версия на J-2, който се използваше на ракетите Сатурн ІБ и Сатурн V. Той ще бъде захранван с течен водород и течен кислород. Първоначално НАСА предвиждаше да използва един от главните двигатели на космическата совалка, но този вариант отпадана, тъй като тези двигатели са проектирани да бъдат стартирани на земята с помощта на огромна екипировка, монтирана в помещение като стая на стартовата площадка. Качването на тази техника на ракетата би намалила драстично полезния товар на Арес I. Освен това J-2X струва доста по-малко от двигателите на совалката – само около $20 милиона.

## История на разработката

### Изпробвания
- На 11 септември 2009 г. е изпробвана успешно първата степен на ракетата.

### Арес-1-Х
Арес-1-Х е демонстратор за Арес-1. Целта му е да изпробва на практика концепцията за дизайна на ракетата.
Първата степен на Арес-1-Х реално е четирисегментна, вместо петсегментна, както е предвидено в дизайна. Петият, най-горен сегмент, ще съдържа тестова апаратура и управляващи модули. Втората степен е симулатор на истинска, направен от стомана и съдържащ също тестова апаратура. Над нея е монтиран модел на кораба „Орион“.
Предвижда се Арес-1-Х да бъде изстрелян от космическия център „Кенеди“ на 31 октомври 2009 г.

## Планове
- 2006 – 2007 – Преглед на избрания дизайн от инженерите
- 2008 (септември) – PA-1 непилотиран тест на системата за катапултиране на стартовата площадка [1]
- 2009 (септември) – AA-1 непилотиран тест на системата за катапултиране по време на полет (свръхзвуков)
- 2010 (пролет) – PA-2 непилотиран тест на системата за катапултиране на стартовата площадка
- 2010 (август) – AA-2 непилотиран тест на системата за катапултиране по време на полет (максимален аеродинамичен стрес)
- 2011 (февруари) – AA-3 непилотиран тест на системата за катапултиране по време на полет (малка височина)
- 2012 (септември) – Арес I-Y непилотиран тест на системата за катапултиране по време на полет (голяма височина)
- 2012 – Първи непилотиран полет на Орион в земна орбита[2]
- 2014 (септември) – Първи пилотиран полет на Орион в земна орбита